# Szermenin
Szermenin (macedónul: Серменин) település Észak-Macedóniában, a Délkeleti körzet Gyevgyelijai járásában.

## Népesség
| Lakosok száma | 619  | 608  | 502  | 388  | 99   | 47   | 18   | 8    |
|               | 1948 | 1953 | 1961 | 1971 | 1981 | 1991 | 2002 | 2021 |

2002-ben 18 lakosa volt, akik közül 16 macedón és 2 szerb.